# Wrong Organ
Wrong Organ — шведська студія з розробки відеоігор, розташована у Стокгольмі. Вона спеціалізується на створенні незвичайних та експериментальних проектів у жанрі low-poly хорору. Студія здобула популярність завдяки таким іграм, як Mouthwashing та How Fish is Made. Її проекти вирізняються унікальним візуальним стилем, абсурдним гумором і нестандартним геймплеєм.

## Опубліковані ігри
| рік  | Назва            | Розробник(и)                                                  | Платформа(и) |
| ---- | ---------------- | ------------------------------------------------------------- | ------------ |
| 2022 | How Fish Is Made | Wrong Organ, Johanna Kasurinen, Jeffrey Tomec, Martin Halldin | Windows      |
| 2024 | Mouthwashing     | Wrong Organ                                                   | Windows      |

## Додаткові посилання
- Офіційний сайт
- Steam